# Maratus
Maratus Simon, 1901 è un genere di ragno appartenente alla famiglia dei Salticidae.

## Distribuzione
Le sette specie oggi note di questo genere sono diffuse in Australia.

## Tassonomia
Questo genere è stato rivalutato come tale da Zabka nel 1987 sulla base di esemplari maschili; il primo esemplare femminile, non ancora identificato, è stato esaminato da Davies e Zabka stesso nel 1989.
All'agosto 2017, si compone di 74 specie, tra le quali:
- Maratus amabilis Karsch, 1878[2] — Australia
- Maratus linnaei Waldock, 2008 — Australia occidentale
- Maratus mungaich Waldock, 1995 — Australia occidentale
- Maratus pavonis (Dunn, 1947) — Victoria (Australia)
- Maratus rainbowi (Roewer, 1951) — Nuovo Galles del Sud
- Maratus vespertilio (Simon, 1901) — Australia
- Maratus volans (O. P.-Cambridge, 1874) — Queensland, Nuovo Galles del Sud